# ألان أبيرنيثي
ألان أبيرنيثي (بالإنجليزية: Alan Abernethy)‏ هو قسيس أيرلندي، ولد في 12 أبريل 1957.